# Saint-Nicolas-de-la-Taille
 Saint-Nicolas-de-la-Taille  es una población y comuna francesa, situada en la región de Alta Normandía, departamento de Sena Marítimo, en el distrito de Le Havre y cantón de Lillebonne.

## Demografía
| 608 | 614 | 760 | 919 | 1029 | 1035 |
| Para los censos de 1962 a 1999 la población legal corresponde a la población sin duplicidades (Fuente: INSEE [Consultar]) |     |     |     |      |      |